# Cyrtarachne friederici
Cyrtarachne friederici là một loài nhện trong họ Araneidae.
Loài này thuộc chi Cyrtarachne. Cyrtarachne friederici được Embrik Strand miêu tả năm 1911.